# Grote spikkelspanner
De grote spikkelspanner (Hypomecis roboraria) is een nachtvlinder uit de familie Geometridae, de spanners. De vlinder heeft een spanwijdte van 40 tot 50 millimeter.
Waardplanten van de rupsen komen uit het geslacht eik. De vliegtijd van de grote spikkelspanner loopt van mei tot en met augustus.
De vlinder komt in Nederland en België algemeen voor in gebieden waar loofbomen en zandgrond gecombineerd zijn.